# اعتراضات ۱۴۰۱ ایران (اسفند)
گاه‌شمار اعتراضات ایران در اسفند ۱۴۰۱ شامل رویدادهای اعتراضی این ماه به ترتیب روز است.

## روزشمار

### ۱ اسفند
- هزاران ایرانی ساکن کشورهای اروپایی با تجمع در برابر ساختمان شورای اروپا در بروکسل، پایتخت بلژیک، از وزیران خارجه اتحادیه اروپا خواستند که نام سپاه پاسداران انقلاب اسلامی را در فهرست تروریستی قرار دهند.[۱]
- قیمت هر دلار آمریکا در بازار آزاد ارز ایران به ۵۰هزار تومان رسید.[۲]
- اتحادیه اروپا ۲ نهاد و ۳۲ مقام حکومت جمهوری اسلامی، از جمله، دو تن از وزیران دولت ابراهیم رئیسی را به اتهام دست‌داشتن در «سرکوب امنیتی معترضان» و «نقض جدیحقوق بشر در ایران» در اعتراضات سراسری ۱۴۰۱ تحریم کرد.[۳]

### ۲ اسفند
- بازنشستگان شرکت مخابرات در استان‌های خوزستان، لرستان، کهگیلویه و بویراحمد، کرمانشاه، اصفهان و ایلام تجمع اعتراضی برگزار کردند.[۴]
- محمدحسین آجورلو، خبرنگار - که همسرش نیلوفر حامدی به دلیل پوشش خبر جان‌باختن مهسا امینی زندانی است - از محل کارش اخراج شد.[۵]
- آنجلینا جولی، ستاره هالیوود، در شبکه اجتماعی اینستاگرام، فراخوانی را برای شرکت در یک پروژه هنری در رابطه با جنبش «زن، زندگی، آزادی» و حمایت از زنان ایرانی منتشر کرد. او گفت که به همراه خانواده‌اش با بریدن بخشی از موهایشان در این پروژه هنری شرکت می‌کند.[۶]
- کانون نویسندگان ایران، هم‌زمان با روز جهانی زبان مادری، از حصر و حبس کنشگران زبان مادری توسط نظام جمهوری اسلامی انتقاد کرد.[۷]

### ۳ اسفند
- گروه‌هایی از مردم، از جمله، زنان، در بازار تهران تجمع‌هایی برگزار کردند.[۸]
- فرهنگیان در شهر شیراز در تجمعی اعتراضی شعار دادند: «محصل زندانی آزاد باید گردد.»[۸]
- بازنشستگان در چند شهر ایران، از جمله، خوزستان تجمع اعتراضی برگزار کردند.[۸]

### ۴ اسفند
- ده‌ها خانواده و کنشگر دادخواه با انتشار بیانیه‌ای با نام پیمان دادخواهی، خواستار لغو مجازت اعدام در ایران و نیز پایان دادن به مصونیت از مجازات برای آمران و عاملان جنایت‌ها شدند.[۹]
- ابراهیم ریگی، پزشک زاهدانی،[۱۰] پس از ضرب و جرح شدید، در کلانتری ۱۲ این شهر جان باخت.[۱۱] وی به معترضان زخمی کمک می‌کرد.[۱۰]

### ۵ اسفند
- مردم زاهدان راهپیمایی اعتراضی برگزار کردند. اینترنت در این شهر، قطع شده و مسجد زاهدان محاصره گردید.[۱۲]

### ۶ اسفند
- ایرانیان خارج از کشور در پشتیبانی از اعتراضات سراسری مردم ایران، در ۶ اسفند ۱۴۰۱ در برخی از کشورهای جهان، همچون: آلمان، دانمارک، بریتانیا و گرجستان… تجمع اعتراضی برگزار کردند.[۱۳]
- خانواده‌های خاوران، خانواده‌هایی که اعضای خانواده‌شان توسط حکومت جمهوری اسلامی قتل‌عام شدند، در داخل ایران و با انتشار بیانیه‌ای با نام منشور دادخواهی، خواهان محاکمه و مجازات آمران و عاملان جنایات ۴۴ سال گذشته در ایران شدند.[۱۴]
- منیژه حکمت، کارگردان و تهیه‌کننده سینما، اعلام کرد که «ممنوعِ خروج»، «ممنوع معامله» و «ممنوع کار» شده‌است. وی در حساب کاربری توییتری‌اش نوشت: «ممنوع الخروج، ممنوع المعامله، ممنوع الکار…! با همه ممنوعیت‌ها، بیمار[م] با سه عمل جراحی…؛ برادران لطف کنید اجاره‌خونه و هزینه‌های درمان و هزینه‌های جاری را پرداخت کنید؛ من به آخر خط رسیده‌ام.»[۱۵]

### ۸ اسفند
رضا پهلوی در پارلمان اروپا حضور یافت و سخنرانی کرد.

### ۹ اسفند
پیروز توله یوز ایرانی بامداد ۹ اسفند بر اثر نارسایی کلیوی و تزریق داروی اشتباه در روزهای اولیه تولد جان باخت. این خبر اعتراضات دانشجویی برخی دانشگاه‌ها را در پی داشت.

### ۱۰ اسفند
مسمومیت گازی مدارس دختران و پسران در چند جای کشور

### ۱۱ اسفند
تداوم مسمومیت‌های گازی

### ۱۲ اسفند
مردم زاهدان مانند هفته‌های قبلی به خیابان آمدند

### ۱۳ اسفند
ایرانیان خارج از کشور در برخی از شهرهای مختلف جهان همزمان با شنبه‌های اعتراضی تجمع کردند.

### ۱۶ اسفند
- اعتراضاتی سراسری در واکنش به مسمومیت زنجیره‌ای دانش‌آموزان در مدرسه‌ها و در شهرهایی همچون: تهران، تبریز، شیراز، کازرون، اصفهان، مشهد، نیشابور، رشت، کرج، سنندج، سقز، مریوان، زنجان، ساری، بابل، جلفا، هرسین، همدان و بوشهر... برگزار شد.[۱۶] در برخی شهرها، از جمله، اصفهان، رشت و سنندج، نیروهای حکومتی با گاز اشک‌آور و گلوله‌های ساچمه‌ای به معترضان حمله کردند و برخی از معلمان سنندجی نیز زخمی شدند.[۱۶]

### ۱۷ اسفند
- روز جهانی زن موجب واکنش‌های اعتراضی مردم در فضای مجازی شد
- شعار دهی در تهران و کرج از پشت بام‌ها.

### ۱۹ اسفند
- جاوید رحمان گزارشگر ویژه کمیسیون حقوق بشر سازمان ملل متحد در امور ایران گفت که اقدامات جمهوری اسلامی در سرکوب معترضان ۱۴۰۱ ممکن است در سطح «جرایم بین‌المللی» قرار گیرند.[۱۷] وی در جدیدترین گزارش خود به شورای حقوق بشر سازمان ملل متحد، با مستندسازی دستگیری‌های خودسرانه، اعدام‌ها، دادگاه‌های نمایشی، شکنجه و رفتارهای نامناسب با معترضان، از مقامات جمهوری اسلامی خواسته‌است تمامی این‌گونه رفتارها را متوقف کنند.[۱۷][۱۸] جاوید رحمان با اشاره به کشته‌شدن مهسا امینی می‌گوید که موجی از اعتراضات ۱۶۰ شهر در ۳۱ استان ایران را فراگرفت و معترضان از گروه‌های سنی و جنسیتی متفاوت و از اقشار مختلف قومی، زبانی، مذهبی، و اجتماعی-اقتصادی یکصدا علیه تبعیض و خشونت حکومتی ایستادند و خواهان پایان نظام دیکتاتوری دین‌سالار در ایران شدند.[۱۷] وی اضافه کرد که نیروهای سپاه پاسداران و بسیج با ابزارهای سرکوب مرگبار، معترضان را هدف قرار داده‌اند و دامنه رفتارهای خشونت‌بار و غیرانسانی، در زندان‌ها و بازداشتگاه‌ها هم ادامه دارد.[۱۷] گزارشگر ویژه حقوق بشر سازمان ملل در گزارش خود، به کشته شدن دست‌کم ۶۴ کودک و جراحات شدید و نابینا شدن چند صد نفر به دلیل استفاده نیروهای امنیتی از گلوله‌های فلزی و پلاستیکی اشاره کرده‌است.[۱۸] او از جمهوری اسلامی می‌خواهد حقوق معترضان برای برپاکردن اعتراضات مسالمت‌آمیز را به رسمیت بشناسد، بی‌درنگ به انواع خشونت و شکنجه و بدرفتاری پایان دهد، بلافاصله مجازات اعدام را ملغی کند، قوانین حکومتی دربارهٔ پوشش زنان را اصلاح کند، و به حقوق اقلیت‌های مذهبی، قومی، و جنسیتی احترام بگذارد.[۱۷]

-مردم زاهدان مانند هفته‌های قبلی به خیابان آمدند.

### ۲۰ اسفند
- شماری از ایرانیان خارج از کشور طبق کمپین شنبه‌های اعتراضی تظاهراتی صورت دادند

### ۲۱ اسفند
- کارزاری به نام کارزار حمایت از دختران رقصنده اکباتان از سوی برخی از کاربران در اینترنت راه‌اندازی شد.[۱۹]
- ده‌ها دانشجو به دلیل اعتراض به مسمومیت‌های مشکوک در مدارس، ممنوع‌الورود شدند.[۲۰]

### ۲۲ اسفند
اعتراضات سراسری
اعتراضاتی از برخی محلات تهران گزارش شده‌است

### ۲۳ اسفند
با وجود سرعت پایین اینترنت تصاویر متعددی از برپایی چهارشنبه‌سوری به همراه شعارهای اعتراضی در شبکه‌های اجتماعی مخابره گردید که نشان می‌دهد معترضان از شب آخرین چهارشنبه سال برای تجمع‌های اعتراضی و حضور در خیابان‌ها و دادن شعارهای ضد حکومتی استفاده کرده‌اند. در شهر گرگان جمع بزرگی شعار «امسال سال خونه، سیدعلی سرنگونه» سر دادند و در رشت نیز شعار «آزادی، آزادی، آزادی» را فریاد کردند. همچنین این تجمعات اعتراضی در شهرهای سقز، زنجان، پیرانشهر، سنندج، شهرری، بانه، کامیاران، مریوان، اراک، رشت، زاهدان، چابهار، بابل، آمل نیز برپا شده‌است. در تهران، مناطق تهرانپارس، سعادت‌آباد، نظام‌آباد، هفت‌حوض، نازی‌آباد، اکباتان، گیشا و منطقه مرزداران، صحنه تجمع‌های مردم بود. معترضان در این تجمع‌ها شعارهایی چون «مرگ بر حکومت بچه‌کش»، «مرگ بر دیکتاتور»، «مرگ بر خامنه‌ای»، «فقر، فساد، گرونی، می‌ریم تا سرنگونی»، «سیدعلی بی‌ریشه، خیزش تموم نمی‌شه» و «می‌جنگیم، می‌میریم، ایران را پس می‌گیریم» و «زن، زندگی، آزادی»، سر دادند. وزارت اطلاعات طی اطلاعیه‌ای نوشت: «در روزهای گذشته… موفق به شناسایی و بازداشت چندین تیم تروریستی و کشف انواع مواد و ابزارهای انفجاری، نارنجک‌های دستی و خمپاره‌های دست‌ساز شدند.»

### ۲۴ اسفند
- شیرزاد احمدی‌نژاد، شهروند ۴۱ ساله اهل بوکان که ماه گذشته توسط نیروهای حکومتی ربوده شده بود، در بازداشتگاه اطلاعات سپاه ارومیه زیر شکنجه جان‌باخت.[۲۹][۳۰]

### ۲۵ اسفند
مردم در آخرین پنجشنبه سال بر مزار کشته شدگان اعتراضات حضور یافتند

### ۲۶ اسفند
- مردم زاهدان مانند هفته‌های قبل به خیابان‌ها آمدند

### ۲۷ اسفند
آخرین شنبه اعتراضی سال ایرانیان خارج از کشور برگزار شد

### ۲۹ اسفند
دلار مجدداً به مرز ۵۰ هزارتومان رسید و برای روز سه شنبه ۱ فروردین ساعت ۱ بامداد فراخوان (مرگ بر خامنه‌ای، مرگ بر دیکتاتور) داده شد.

## کشته‌شدگان سرشناس
- ۴ اسفند:
  - ابراهیم ریگی[۱۰]
- ۲۴ اسفند:
  - شیرزاد احمدی‌نژاد[۳۰]